# Anomala planicauda
Anomala planicauda är en skalbaggsart som beskrevs av Lin 1996. Anomala planicauda ingår i släktet Anomala och familjen Rutelidae. Inga underarter finns listade i Catalogue of Life.